# Мать Анджелика
Мать Мария Анжелика от Благовещения (англ. Mother Mary Angelica of the Annunciation, урождённая Рита Антуанетт Риццо (Rita Antoinette Rizzo), 20 апреля 1923, Кантон, Огайо — 27 марта 2016, Генсвилл, Алабама) — американская монахиня-клариссинка, наиболее известная как телеведущая и основательница международного кабельного телевидения «Eternal Word Television Network» (EWTN) и радиосети «WEWN».
Вещание своих первых программ начала в 1981 году в Бирменгеме, штат Алабама, в переделанном под телестудию гараже. В течение последующих двадцать лет разработала целую медиасеть, включающую в себя радиостанцию, телевизионный и интернет-канал, а также ряд печатных средств массовой информации. В 2009 году мать Анджелика была удостоена от папы Бенедикта XVI креста «За заслуги перед Церковью и Папой».
Продолжала принимать активное участие в работе EWTN до 2001 года, пока не перенесли инсульт. Последующие годы провела уединённо в монастыре в городе Генсвилл в штате Алабама, где скончалась в марте 2016 года в возрасте 92 лет.